# La Dauphine Rupes
La Dauphine Rupes è una struttura geologica della superficie di Mercurio.